# Taurhynchus bromleyi
Taurhynchus bromleyi là một loài ruồi trong họ Asilidae. Taurhynchus bromleyi được Curran miêu tả năm 1931. Loài này phân bố ở vùng Tân nhiệt đới.